# Puchar Sześciu Narodów 2009
Puchar Sześciu Narodów 2009 (2009 Six Nations Championship, a także od nazwy sponsora turnieju Royal Bank of Scotland – 2009 RBS 6 Nations) – dziesiąta edycja Pucharu Sześciu Narodów, corocznego turnieju w rugby union rozgrywanego pomiędzy sześcioma najlepszymi zespołami narodowymi półkuli północnej. Turniej odbywał się pomiędzy 7 lutego a 21 marca 2009 roku.
Wliczając turnieje w poprzedniej formie, od czasów Home Nations Championship i Pucharu Pięciu Narodów, była to 115. edycja tych zawodów. W turnieju brały udział reprezentacje narodowe Anglii, Francji, Irlandii, Szkocji, Walii i Włoch.
Rozkład gier opublikowano w kwietniu 2008 roku, a po raz pierwszy w historii zawodów jedno ze spotkań zaplanowano na piątek. Sędziowie spotkań zostali wyznaczeni w grudniu 2008 roku, ze zmianami dokonanymi w ostatniej kolejce.
Zawody wygrała Irlandia, w emocjonującym ostatnim meczu pokonując 17-15 Walię i zdobywając w ten sposób Wielkiego Szlema – pierwszego od 1948, a drugiego w historii. Najwięcej punktów w turnieju zdobył Ronan O’Gara, zaś w klasyfikacji przyłożeń zwyciężyli Brian O’Driscoll i Riki Flutey, Brian O’Driscoll został dodatkowo wybrany najlepszym graczem turnieju. IRB opublikowała następnie podsumowanie statystyczno-analityczne tej edycji.

## Uczestnicy

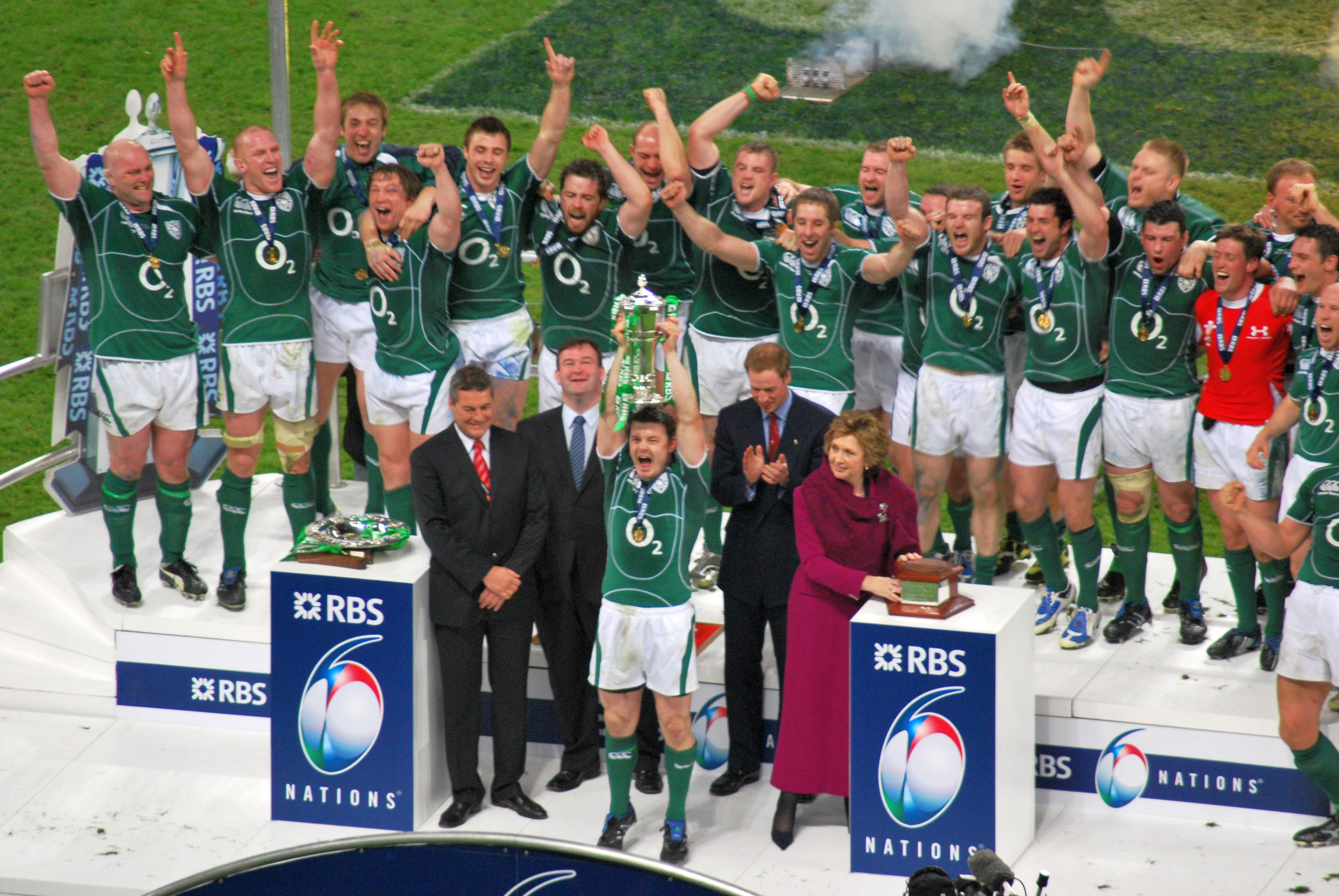
Triumfatorzy zawodów

| Zespół   | Stadion narodowy   | Miasto   | Trener          | Kapitan                                   |
| -------- | ------------------ | -------- | --------------- | ----------------------------------------- |
| Anglia   | Twickenham         | Londyn   | Martin Johnson  | Steve Borthwick                           |
| Francja  | Stade de France    | Paryż    | Marc Lièvremont | Lionel Nallet                             |
| Irlandia | Croke Park         | Dublin   | Declan Kidney   | Brian O’Driscoll                          |
| Szkocja  | Murrayfield        | Edynburg | Frank Hadden    | Mike Blair                                |
| Walia    | Millennium Stadium | Cardiff  | Warren Gatland  | Ryan Jones Martyn Williams Alun Wyn Jones |
| Włochy   | Stadio Flaminio    | Rzym     | Nick Mallett    | Sergio Parisse                            |

## Mecze

### Tydzień 1
| 7 lutego 200915:00 | Anglia                                                       | 36:11(22:6) | Włochy                              | Twickenham, Londyn Widzów: 82 000 Sędzia: Mark Lawrence |
| 7 lutego 200915:00 | Goode 16 (P 4pd K), Ellis 10 (2P), Flutey 5 (P), Cueto 5 (P) | 36:11(22:6) | Mi. Bergamasco 5 (P), McLean 6 (2K) | Twickenham, Londyn Widzów: 82 000 Sędzia: Mark Lawrence |
| 7 lutego 200915:00 | Haskell · Geraghty                                           | 36:11(22:6) |                                     | Twickenham, Londyn Widzów: 82 000 Sędzia: Mark Lawrence |

| 7 lutego 200917:00 | Irlandia                                                          | 30:21(13:10) | Francja                                                 | Croke Park, Dublin Widzów: 82 000 Sędzia: Nigel Owens |
| 7 lutego 200917:00 | D’Arcy 5 (P), Heaslip 5 (P), O’Driscoll 5 (P), O’Gara 15 (3pd 3K) | 30:21(13:10) | Beauxis 11 (pd 2dg K), Harinordoquy 5 (P), Médard 5 (P) | Croke Park, Dublin Widzów: 82 000 Sędzia: Nigel Owens |

| 8 lutego 200915:00 | Szkocja                         | 13:26(3:16) | Walia                                                                                 | Murrayfield, Edynburg Widzów: 65 586 Sędzia: Alain Rolland |
| 8 lutego 200915:00 | Paterson 8 (pd 2K), Evans 5 (P) | 13:26(3:16) | A.W. Jones 5 (P), S. Jones 6 (2K), Shanklin 5 (P), S. Williams 5 (P), Halfpenny 5 (P) | Murrayfield, Edynburg Widzów: 65 586 Sędzia: Alain Rolland |
| 8 lutego 200915:00 | Cross                           | 13:26(3:16) | M. Williams                                                                           | Murrayfield, Edynburg Widzów: 65 586 Sędzia: Alain Rolland |

### Tydzień 2
| 14 lutego 200915:00 | Francja                             | 22:13(6:3) | Szkocja                                     | Stade de France, Saint-Denis Widzów: 80 000 Sędzia: George Clancy |
| 14 lutego 200915:00 | Beauxis 17 (pd 5K), Ouedraogo 5 (P) | 22:13(6:3) | Godman 6 (2K), Paterson 2 (pd), Evans 5 (P) | Stade de France, Saint-Denis Widzów: 80 000 Sędzia: George Clancy |

| 14 lutego 200917:30 | Walia                            | 23:15(9:8) | Anglia                                                   | Millennium Stadium, Cardiff Widzów: 74 594 Sędzia: Jonathan Kaplan |
| 14 lutego 200917:30 | Jones 15 (5K), Halfpenny 8 (P K) | 23:15(9:8) | Flood 2 (pd), Goode 3 (dg), Sackey 5 (P), Armitage 5 (P) | Millennium Stadium, Cardiff Widzów: 74 594 Sędzia: Jonathan Kaplan |
| 14 lutego 200917:30 | Tindall · Goode                  | 23:15(9:8) |                                                          | Millennium Stadium, Cardiff Widzów: 74 594 Sędzia: Jonathan Kaplan |

| 15 lutego 200914:30 | Włochy          | 9:38(9:14) | Irlandia                                                                                           | Stadio Flaminio, Rzym Widzów: 32 000 Sędzia: Chris White |
| 15 lutego 200914:30 | McLean 9 (3K)   | 9:38(9:14) | Bowe 5 (P), Fitzgerald 10 (2P), Kearney 2 (pd), O’Driscoll 5 (P), O’Gara 11 (4pd K), Wallace 5 (P) | Stadio Flaminio, Rzym Widzów: 32 000 Sędzia: Chris White |
| 15 lutego 200914:30 | Masi · Perugini | 9:38(9:14) | O’Gara                                                                                             | Stadio Flaminio, Rzym Widzów: 32 000 Sędzia: Chris White |

### Tydzień 3
| 27 lutego 200920:00 | Francja                                          | 21:16(13:13) | Walia                                       | Stade de France, Saint-Denis Widzów: 80 000 Sędzia: Mark Lawrence |
| 27 lutego 200920:00 | Dusautoir 5 (P), Heymans 5 (P), Parra 11 (pd 3K) | 21:16(13:13) | Byrne 5 (P), Hook 3 (K), S. Jones 8 (pd 2K) | Stade de France, Saint-Denis Widzów: 80 000 Sędzia: Mark Lawrence |

| 28 lutego 200915:00 | Szkocja                                                          | 26:6(16:3) | Włochy                       | Murrayfield, Edynburg Widzów: 51 039 Sędzia: Nigel Owens |
| 28 lutego 200915:00 | Danielli 5 (P), Godman 5 (pd K), Gray 5 (P), Paterson 11 (pd 3K) | 26:6(16:3) | Parisse 3 (dg), McLean 3 (K) | Murrayfield, Edynburg Widzów: 51 039 Sędzia: Nigel Owens |

| 28 lutego 200917:30 | Irlandia                           | 14:13(3:3) | Anglia                                      | Croke Park, Dublin Widzów: 82 000 Sędzia: Craig Joubert |
| 28 lutego 200917:30 | O’Driscoll 8 (P dg), O’Gara 6 (2K) | 14:13(3:3) | Flood 3 (K), Goode 2 (pd), Armitage 8 (P K) | Croke Park, Dublin Widzów: 82 000 Sędzia: Craig Joubert |
| 28 lutego 200917:30 | O’Gara                             | 14:13(3:3) | Vickery · Care                              | Croke Park, Dublin Widzów: 82 000 Sędzia: Craig Joubert |

### Tydzień 4
| 14 marca 200915:00 | Włochy          | 15:20(9:7) | Walia                                            | Stadio Flaminio, Rzym Widzów: 31 750 Sędzia: Alan Lewis |
| 14 marca 200915:00 | Marcato 15 (5K) | 15:20(9:7) | Hook 10 (2pd 2K), Shanklin 5 (P), Williams 5 (P) | Stadio Flaminio, Rzym Widzów: 31 750 Sędzia: Alan Lewis |

| 14 marca 200917:00 | Szkocja          | 15:22(12:9) | Irlandia                            | Murrayfield, Edynburg Widzów: 55 000 Sędzia: Jonathan Kaplan |
| 14 marca 200917:00 | Paterson 15 (5K) | 15:22(12:9) | Heaslip 5 (P), O’Gara 17 (pd dg 4K) | Murrayfield, Edynburg Widzów: 55 000 Sędzia: Jonathan Kaplan |

| 15 marca 200915:00 | Anglia                                                                      | 34:10(29:0) | Francja                         | Twickenham, Londyn Widzów: 82 000 Sędzia: Stuart Dickinson |
| 15 marca 200915:00 | Cueto 5 (P), Flood 9 (3pd K), Worsley 5 (P), Armitage 5 (P), Flutey 10 (2P) | 34:10(29:0) | Szarzewski 5 (P), Malzieu 5 (P) | Twickenham, Londyn Widzów: 82 000 Sędzia: Stuart Dickinson |

### Tydzień 5
| 21 marca 200913:15 | Włochy                       | 8:50(3:25) | Francja | Stadio Flaminio, Rzym Widzów: 27 650 Sędzia: Alain Rolland |
| 21 marca 200913:15 | Marcato 3 (K), Parisse 5 (P) | 8:50(3:25) | Chabal 5 (P), Heymans 5 (P), Malzieu 5 (P), Parra 15 (3pd 3K), Trinh-Duc 5 (P), Médard 10 (2P), Domingo 5 (P) | Stadio Flaminio, Rzym Widzów: 27 650 Sędzia: Alain Rolland |

| 21 marca 200915:30 | Anglia                                                              | 26:12(15:3) | Szkocja | Twickenham, Londyn Widzów: 80 688 Sędzia: Marius Jonker |
| 21 marca 200915:30 | Flood 8 (pd 2K), Tait 5 (P), Care 3 (dg), Flutey 5 (P), Monye 5 (P) | 26:12(15:3) |         | Twickenham, Londyn Widzów: 80 688 Sędzia: Marius Jonker |
| 21 marca 200915:30 | Godman 3 (K) · Paterson 9 (3K)                                      | 26:12(15:3) |         | Twickenham, Londyn Widzów: 80 688 Sędzia: Marius Jonker |

| 21 marca 200917:30 | Walia            | 15:17(6:0) | Irlandia                                        | Millennium Stadium, Cardiff Widzów: 74 645 Sędzia: Wayne Barnes |
| 21 marca 200917:30 | Jones 15 (dg 4K) | 15:17(6:0) | Bowe 5 (P), O’Driscoll 5 (P), O’Gara 7 (2pd dg) | Millennium Stadium, Cardiff Widzów: 74 645 Sędzia: Wayne Barnes |

## Zdobywcy punktów
| Przyłożenia | Rugbysta            | Liczba meczów | Zespół  |
| ----------- | ------------------- | ------------- | ------- |
| 4           | Brian O’Driscoll    | 5             |         |
| 4           | Riki Flutey         | 5             | Anglia  |
| 3           | Delon Armitage      | 5             | Anglia  |
| 3           | Maxime Médard       | 5             | Francja |
| 2           | Julien Malzieu      | 3             | Francja |
| 2           | Leigh Halfpenny     | 3             | Walia   |
| 2           | Shane Williams      | 4             | Walia   |
| 2           | Mark Cueto          | 5             | Anglia  |
| 2           | Harry Ellis         | 5             | Anglia  |
| 2           | Cédric Heymans      | 5             | Francja |
| 2           | Tommy Bowe          | 5             |         |
| 2           | Luke Fitzgerald     | 5             |         |
| 2           | Jamie Heaslip       | 5             |         |
| 2           | Tom Shanklin        | 5             | Walia   |
| 1           | Ugo Monye           | 2             | Anglia  |
| 1           | Paul Sackey         | 3             | Anglia  |
| 1           | Thomas Domingo      | 3             | Francja |
| 1           | Fulgence Ouedraogo  | 3             | Francja |
| 1           | François Trinh-Duc  | 3             | Francja |
| 1           | Max Evans           | 4             | Szkocja |
| 1           | Thom Evans          | 4             | Szkocja |
| 1           | Andy Goode          | 5             | Anglia  |
| 1           | Mathew Tait         | 5             | Anglia  |
| 1           | Joe Worsley         | 5             | Anglia  |
| 1           | Sébastien Chabal    | 5             | Francja |
| 1           | Thierry Dusautoir   | 5             | Francja |
| 1           | Imanol Harinordoquy | 5             | Francja |
| 1           | Dimitri Szarzewski  | 5             | Francja |
| 1           | Gordon D’Arcy       | 5             |         |
| 1           | David Wallace       | 5             |         |
| 1           | Mirco Bergamasco    | 5             | Włochy  |
| 1           | Sergio Parisse      | 5             | Włochy  |
| 1           | Simon Danielli      | 5             | Szkocja |
| 1           | Scott Gray          | 5             | Szkocja |
| 1           | Lee Byrne           | 5             | Walia   |
| 1           | Alun Wyn Jones      | 5             | Walia   |

| Punkty | Rugbysta         | Liczba meczów | Zespół  |
| ------ | ---------------- | ------------- | ------- |
| 51     | Ronan O’Gara     | 5             |         |
| 46     | Chris Paterson   | 5             | Szkocja |
| 44     | Stephen Jones    | 5             | Walia   |
| 28     | Lionel Beauxis   | 2             | Francja |
| 26     | Morgan Parra     | 5             | Francja |
| 23     | Brian O’Driscoll | 5             |         |
| 22     | Toby Flood       | 5             | Anglia  |
| 21     | Andy Goode       | 5             | Anglia  |
| 20     | Riki Flutey      | 5             | Anglia  |
| 18     | Andrea Marcato   | 3             | Włochy  |
| 18     | Luke McLean      | 3             | Włochy  |
| 18     | Delon Armitage   | 5             | Anglia  |